# Andreas Borgniet

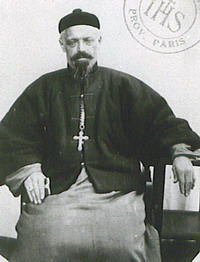
Bischof Andreas Borgniet

Andreas Borgniet SJ, auch André-Pierre Borgniet (* 14. Februar 1811 in Mainz; † 31. Juli 1862 in Xian (Cangzhou), China) war ein römisch-katholischer Bischof und China-Missionar.

## Leben
Andreas Borgniet wurde 1811 in Mainz, der Hauptstadt des französischen Département du Mont-Tonnerre (Donnersberg), im damaligen französischen Kaiserreich geboren. Seine Eltern waren Franzosen und lebten dort, da der Vater als Soldat zur Festungsbesatzung von Mainz gehörte. Kirchlich war die Stadt der Bischofssitz der französischen Großdiözese Mainz, unter Bischof Joseph Ludwig Colmar, deckungsgleich mit dem politischen Département.
1816 fiel das linke Rheinland an Deutschland zurück, das Département du Mont-Tonnerre und das französische Großbistum Mainz wurden zerschlagen. Die Familie Borgniet kehrte deshalb nach Frankreich zurück und siedelte sich in der Stadt Marquion, Diözese Arras an. Dort wuchs Andreas Borgniet auf und besuchte das Priesterseminar des Bistums, wo er 1835 die Priesterweihe empfing.
Borgniet trat 1845 in den Jesuitenorden ein. Am 21. Januar 1856 richtete man in Nanking (jetzt Nanjing), China, das Apostolische Vikariat Kiang-nan ein und wies es als Missionsgebiet dem Jesuitenorden zu. Der bereits vor Ort als Seelsorger wirkende Pater Andreas Borgniet wurde am 2. April 1856 von Papst Pius IX. zum ersten Apostolischen Pro-Vikar (ohne Bischofsweihe) des Sprengels ernannt. Am 2. April 1859 avancierte er zum Apostolischen Vikar und gleichzeitig zum Titularbischof von Berissa. Die Bischofsweihe spendete ihm am 2. Oktober 1859 in Shanghai Joseph-Martial Mouly, der Apostolische Vikar von Peking.
Das Pontifikat von Bischof Andreas Borgniet war überschattet von schweren Christenverfolgungen und kriegerischen Auseinandersetzungen zwischen China und England bzw. Frankreich im sogenannten  Zweiten Opiumkrieg. Zwischen 1856 und 1864 hatte man alleine 24 Missionare ermordet, darunter auch den französischen Pater Auguste Chapdelaine, was Frankreich als Grund vorschob, an der Seite Englands in den Krieg einzutreten. Erst nach Kriegsende bzw. nach Ratifizierung der Pekinger Konvention erhielten die Christen 1860 das gesetzliche Recht der missionarischen Tätigkeit und des Besitzes von Eigentum; die kirchliche Organisation konnte konsolidiert werden.
Bischof Borgniet starb am 31. Juli 1862 in Xian (Cangzhou), dem alten Sienhsien, an der Cholera. Sein Nachfolger als Apostolischer Vikar wurde von 1864 bis 1878 der Franzose Adrien Languillat.
Am 11. April 1946 erfolgte die Erhebung des Apostolischen Vikariats zum Erzbistum Nanking.